# Vuilleminia obducens
Vuilleminia obducens är en svampart som beskrevs av Hjortstam & Ryvarden 1996. Vuilleminia obducens ingår i släktet Vuilleminia och familjen Corticiaceae.   Inga underarter finns listade i Catalogue of Life.